# 全国学生合気道連盟
全国学生合気道連盟（ぜんこくがくせいあいきどうれんめい）は、合気会の外郭団体の一つで、国際合気道連盟（IAF）・全日本合気道連盟・防衛省合気道連合会などと並び、全国の大学にある合気道部を統括している。創立は1961年。活動は、全国レベルで12月に全国学生合気道演武大会が行われている。そのほかの活動は各地域ごとの活動となっており、それぞれ北海道・東北・関東・中部・関西・中四国・九州の各地域に分かれて活動をしている。主な活動としては、師範を招いての講習会、演武大会、合同稽古を行っている。